# Бейрд (Техас)
Бейрд (англ. Baird) — місто (англ. city) в США, в окрузі Каллеген штату Техас. Населення — 1479 осіб (2020).

## Географія
Бейрд розташований за координатами 32°23′46″ пн. ш. 99°23′46″ зх. д. / 32.39611° пн. ш. 99.39611° зх. д. (32.396067, -99.395993).  За даними Бюро перепису населення США в 2010 році місто мало площу 7,06 км², з яких 6,88 км² — суходіл та 0,18 км² — водойми.

## Демографія
Згідно з переписом 2010 року, у місті мешкало 1496 осіб у 648 домогосподарствах у складі 392 родин. Густота населення становила 212 осіб/км².  Було 786 помешкань (111/км²).
Расовий склад населення:
| - 92,2 % — білих - 0,9 % — корінних американців - 0,5 % — азіатів - 0,3 % — чорних або афроамериканців - 4,7 % — осіб інших рас |

До двох чи більше рас належало 1,3 %. Частка іспаномовних становила 12,2 % від усіх жителів.
За віковим діапазоном населення розподілялося таким чином: 22,4 % — особи молодші 18 років, 56,4 % — особи у віці 18—64 років, 21,2 % — особи у віці 65 років та старші. Медіана віку мешканця становила 45,2 року. На 100 осіб жіночої статі у місті припадало 87,9 чоловіків;  на 100 жінок у віці від 18 років та старших — 79,7 чоловіків також старших 18 років.
Середній дохід на одне домашнє господарство  становив 47 871 долар США (медіана — 40 991), а середній дохід на одну сім'ю — 57 195 доларів (медіана — 51 522). Медіана доходів становила 43 333 долари для чоловіків та 28 167 доларів для жінок. За межею бідності перебувало 18,2 % осіб, у тому числі 28,5 % дітей у віці до 18 років та 14,1 % осіб у віці 65 років та старших.
Цивільне працевлаштоване населення становило 804 особи. Основні галузі зайнятості: освіта, охорона здоров'я та соціальна допомога — 25,1 %, роздрібна торгівля — 10,3 %, виробництво — 9,7 %.